# Æneiden
Æneiden (latin: Aeneis) er et episk, latinsk nationalepos forfattet af Vergil i det første århundrede før Kristi fødsel (mellem 29 f.Kr. og 19 f.Kr.). Det er en fortælling om den trojanske helt Æneas, som efter Trojas fald rejste til Italien, hvor han blev forfader til de latinske stammer og grundlægger af det romerske rige. Æneiden er som Homers Iliaden og Odysseen skrevet i heksametre og opstod hovedsagelig efter kejser Augustus' ønske om at få et tilsvarende romersk epos, med en romersk forhistorie, der kunne måle sig med den glorværdige græske. Denne forhistorie er i det væsentlige mytologisk fiktion skabt til lejligheden, men fremstilles som sand.
På sit dødsleje bad Vergil om at få Æneiden destrueret, da han mente den var ufærdig, men kejser Augustus nægtede og lod det publicere efter Vergils død.

## Handling
Æneidens første seks sange er en nostos, dvs. en fortælling om en hjemrejse, der er inspireret kraftigt af Odysseen. De sidste seks sange omhandler kampene ved Rom og er i høj grad inspireret af Iliaden.

### 1. sang
Æneas er på flugt fra Troja, da Juno med Aeolus' hjælp laver stormvejr for at forhindre ham i at komme til Italien. Neptunus bliver rasende over denne indblanding, da han er gud for havet, og han redder derfor trojanerne. De går i land i Karthago, hvor Æneas møder dronning Dido. Venus får af Jupiter løfte om at hendes søn Æneas skal komme til at grundlægge et verdensrige. Hun sender derfor Cupido til Karthago for at gøre Dido forelsket i Æneas.

### 2.-3. sang
Æneas fortæller om Trojas fald. Han begynder med den trojanske hest og gudernes angreb på Laokoon. Hektors spøgelse viser sig for Æneas og opfordrer ham til flugt. Imens kommer grækerne ud af hesten, og det står klart, at Troja vil falde. Priamos myrdes af Achilleus' søn Pyrrhus, og Venus viser sig for Æneas og opfordrer ham til flugt. Han flygter med sin kone Creusa, sin søn Julus og sin far Anchises. Creusa forsvinder dog fra de andre, og da Æneas vender tilbage for at lede efter hende, møder han hendes spøgelse. Æneas rejser fra Troja og besøger en masse øer. Han kommer til Sicilien og sejler forbi Etna. Anchises dør i Italien, men da Æneas forsøger at sejle videre nordpå, kommer Junos storm.

### 4. sang
Dido bekender sin forelskelse for Anna. Juno forsøger at overtale Venus til at lade Æneas blive i Karthago, og sammen arrangerer de det sådan, at Dido og Æneas under et uvejr mødes i samme hule. Det ender i samleje, og Juno sørger for vha. Fama at sprede rygtet. Didos tidligere bejler, Jarbas, bliver vred over denne nyhed og beder til Jupiter om hævn. Jupiter ønsker, at Æneas skal grundlægge Rom og sender derfor Mercurius til Æneas med besked om at forlade Karthago. Lydig mod guderne (pietas) opfylder han ønsket. Dido afslører hans rejseplaner, og han vedkender sig dem. Han forlader Karthago, og Dido forbander ham. I sin afmagt begår hun selvmord, da hun ikke vil ende som dronning for Jarbas.

### 5.-6. sang
Æneas kommer igen til Italien, hvor han afholder gravlege ved Anchises' grav. Nantes råder Æneas til at efterlade de svageste og fortsætte nordpå med de stærke. Anchises' spøgelse viser sig for Æneas og råder ham til det samme. Han kommer således til Cumae, hvor han besøger Apollons tempel. Sibyllen giver ham orakelsvar og giver ham adgang til Underverdenen. Her møder han flere afdøde, bl.a. Dido, der dog stadig ikke vil godtage hans undskyldninger om gudernes ordre. Efter flere møder med døde møder han Anchises, der viser ham fremtidens store romere Romulus, Brutus, Camillus, Cæsar og Pompejus, Cato, Graccherne, Scipio’erne, Marcellus (general under den puniske krig og forfader til Marcellus), Marcellus (Augustus' nevø) og til sidst Augustus.

### 7.-8. sang
Æneas ankommer efter et kort besøg hos Circe til Latium, hvor han møder kong Latinus, som modtager dem med åbne arme og giver dem lov til at slå sig ned i hans rige. Tilmed tilbydes Æneas hans datter Lavinia som kone. Juno ophidser dog latinerne mod Æneas, og anført af Turnus bliver det til en krig, som Latinus står uden for. Æneas søger hjælp fra den nærboende Euander, der sender sin søn Pallas af sted med en hær. Venus giver Æneas nye våben, der er smedet af Vulcanus.

### 9.-11. sang
I Æneas' fravær angriber Turnus med stor succes. En fejlmanøvre fanger ham dog i trojanernes lejr, men han undslipper. Jupiter bliver vred, fordi Venus og Juno har startet krigen mod hans vilje. De skyder skylden på hinanden, og Jupiter vælger at lade skæbnen afgøre krigen. Æneas vender hjem med Euanders hær, og et nyt slag bryder ud, hvorunder Pallas dræbes. Han begraves, og der bliver indgået en våbenhvile. Latinus forsøger at mægle fred, og der opstår splid blandt latinerne, da Draces ønsker fred, mens Turnus vil kæmpe til den bitre ende. Det ender i en ny kamp, der afbrydes af natten.

### 12. sang
Æneas og Turnus enes om at krigen skal afgøres af en tvekamp dem imellem. Juno kender Æneas' skæbne og sætter derfor en stopper for tvekampen ved at ophidse latinerne gennem Juturna. Et nyt slag begynder, hvor Æneas såres, men han helbredes af sin mor, Venus, og kan kæmpe videre. Kampen bliver meget blodig, og latinerne fanges i byen Laurentum. Turnus træder ud foran byen for at møde Æneas, men i det øjeblik opgiver Juno at hjælpe ham og forlader ham. Jupiter pålægger Juturna at afstå fra at hjælpe Turnus, der dræbes af Æneas.

## Temaer
Skæbne-temaet gennemsyrer hele Æneiden. Det er skæbnebestemt at Æneas skal grundlægge Rom – og ikke nok med det, den efterfølgende storhed er også forudbestemt, da Anchises viser Æneas hans efterkommere. I denne sammenhæng kommer de ofre, Æneas er nødt til at gøre, ind i billedet. Det er nødvendigt for ham at miste først Creusa og siden Dido, selvom han mister dem på to forskellige måder.
Det romerske begreb pietas er også vigtigt for historien. Den bedste oversættelse er nok "pligttro" (ikke "from"). Æneas bliver hele tiden styret af sin pietas, hvorimod andre af historiens personer styres af andre forhold. Dido styres af tactus, Turnus af furor. Ingen af delene er gavnlige.
Familien er også et centralt omdrejningspunkt. Æneas husker at tage Anchises med da han forlader Troja, og hans hovedargument overfor sig selv for at forlade Dido er (udover at det er hans pligt (her kommer pietas igen)), at han ikke vil frarøve Jullus den efterslægt, der er blevet ham lovet.

## Paralleller
Æneiden indeholder en række parallel-scener til Odysseen og Iliaden, som da Æneas fortæller sin historie til punerne (Odysseus hos faiarkerne), Dido (Calypso), turen til Underverdenen (Odysseus' tilsvarende), Anchises (Teiresias), Pallas (Patroklos), belejringen af Laurentum (belejringen af Troja), og da Juturna giver Turnus et nyt sværd (Athene giver Achilleus et spyd). Æneiden vrimler af lignende paralleller, men man kan ikke derfor sige, at Vergil plagierer Homer, snarere at han tager et kendt stof og omformer det til noget nyt. Han knytter an til Iliaden (krig) og Odysseen (hjemrejse), men i Æneiden sker det i omvendt rækkefølge. Drømmeporten, hvorigennem Æneas undslipper fra Underverdenen, findes også i Odysseen mod slutningen af eposset.
Ludvig Holbergs versfortælling Peder Paars er en tydelig parodi på Æneiden.

## Oversættelser
Æneiden udbredtes til det meste af Europa i 1100-tallet. Vergils epos blev flittigt studeret i klosterskolerne og oversat til fransk og tysk.
Den anonyme franske versroman Eneas fra ca. 1160 er en af de første fransksprogede romaner. Stoffet er beskåret, så handlingen begynder med Trojas fald, altså i kronologisk orden, og ikke som originalen midt i handlingen. Æneas møder Dido, besøger Underverdenen og lander i Italien. Den kommende romerske storhed udpensles ikke, slaget ved Actium nævnes fx ikke med et ord. Menneskelige motiver erstatter gudernes, selv om Venus og Juno ikke kan udelades helt. I sidste del er hovedvægten lagt på kærlighedshistorien mellem Æneas og Lavinia, som i modsætning til enken Dido er ung og uerfaren, og derfor må belæres om kærlighedens natur. Her låner forfatteren meget fra Ovid, så Eneas fremstår som en blanding af to yderst forskelligartede, romerske forfattere. Og med Eneas er grunden lagt for den genre, Chrétien de Troyes førte videre ca. 1170 med romanerne om kong Arthur.
Heinrich von Veldekes tyske oversættelse blev afsluttet ca. 1185 og er ca. 3.000 vers længere. Hans Eneasroman inspirerede ligeledes andre digterværk som Nibelungenlied og Wolfram von Eschenbachs Parzival. En tilføjelse er dog von Veldekes egen, nemlig beskrivelsen af Pallas' ligfærd. Euander skal have lagt en evigt brændende ædelsten i sønnens grav, og da graven nylig blev åbnet, dvs. i 1155 under kejser Frederik Barbarossas togt til Italien, genfandt man stenen, stadigt brændende – skønt den slukkedes, straks vinden slap ind i graven. Æneidens hovedpersoner blev altså betragtet som historiske, som når Gervasius af Tilbury skriver om fundet af Vergils knogler.
Pallas' grav dukker også op i Teoderik Munks latinske Norgeshistorie. I beskrivelsen af kong Olav den Helliges hjemkomst til Norge for at blive martyr, skriver Teoderik: "For omtrent 70 år siden blev Pallas, Euanders søn, fundet i Rom – den Pallas, som Turnus dræbte, og som, ifølge den hellige Augustin, blev begrædt af en Apollon-statue ved en dæmons forunderlige kraft." Saxo Grammaticus har også hentet inspiration fra Æneiden, da han skrev Bjarkemålet.

## Danske oversættelser
I mange år var Vergils Æneide ugleset i Danmark, da den blev anset for at være en dårlig kopi af Homers eposer. Men siden slutningen af 1930'erne har den fået en renæssance og anses i dag som et væsentligt værk. I forbindelse med gymnasiereformen af 2003 blev den latinske del af oldtidskundskab obligatorisk, hvilket sandsynligvis vil styrke Æneidens position som klassiker endnu mere.
Æneidens seks første "bøger" (kapitler) oversattes til dansk i 1811 af E. Munthe, hele værket (12 bøger) derefter af Joh. Heinr. Schønheyder i 1812, af Simon Meisling 1824-26, af L.(udolph) Ove Kjær [Kiær] i 1896, og endelig af Johannes Loft i 1941. Nyoversat af professor Otto Steen Due i 1996 (forlaget Centrum) og af samme oversætter genudsendt i revideret udgave med udførligt kommentarbind i november 2007.
En fuldstændig afskrift af Munthes, Schønheyders og Meislings oversættelser findes på www.dantealighieri.dk